# 屏辺ミャオ族自治県
屏辺ミャオ族自治県（へいへんミャオぞくじちけん）は中華人民共和国雲南省紅河ハニ族イ族自治州に位置する自治県。

## 地理
屏辺は雲南省南東部に位置し、南はベトナムに接している。

## 歴史
1913年に靖辺行政委員会が設置され、1933年に屏辺県に改編された。中華人民共和国成立後、1963年に自治県となり現在に至る。

## 行政区画
| 区分 | 数 | 名称                |
| ---- | -- | ------------------- |
| 鎮   | 4  | 玉屏 新現 和平 白河 |
| 郷   | 3  | 白雲 新華 湾塘      |

## 交通

### 鉄道
- 中国鉄路総公司
  - 昆玉河線
    - 屏辺駅

### 道路
- 国道
  - G326国道